# Abbaye Notre-Dame-de-Ré dite des Châteliers
Pour les articles homonymes, voir Abbaye Notre-Dame.
Ne doit pas être confondu avec abbaye des Châtelliers.
L'abbaye Notre-Dame-de-Ré, dite L'abbaye des Châteliers, est une ancienne abbaye cistercienne aujourd'hui ruinée, située sur la partie orientale de l'île de Ré sur la commune de La Flotte-en-Ré.
L'ensemble fait l’objet d’un classement au titre des monuments historiques depuis le 21 mai 1990.

## Historique du monastère blanc dédié à la Vierge Marie
L'abbaye cistercienne Beata Maria in insula Rhea a une histoire courte et assez mouvementée, qui se clôt par un abandon probable à la fin du XVIe siècle, une fin incertaine après de nombreux pillages et agressions armées, comparable à bon nombre d'autres établissements religieux de la région.

### Difficile installation finXIIesiècle
Sainte Marie en île de Ré aurait été fondée sur un écart champêtre, dénommé le "breuil Châtelier", à proximité de l'ancien port Chauvet, entre 1156 et 1167, voire 1178, selon les auteurs. À la fin du XIIe siècle, sur cet espace en partie forestier qui pourrait être un ancien verger disposant d'un puits, un groupe de moines cisterciens et de frères convers a bien construit un monastère en partie en pierre et occupe divers bâtiments conventuels, surveillé par un digne abbé à la crosse, après accord définitif du seigneur Èble de Mauléon et de ses hoirs.
Les moines cisterciens imprégnés d'idéal pacificateur s'installent idéalement sur des lieux champêtres ou forestiers éloignés de tous habitats denses ou sur des espaces de rivalités seigneuriales, souvent désertés après les combats. Il semble que ce soit les deux hypothèses qui prévalent ici, au moins temporairement. La puissante famille seigneuriale des Mauléon sise à Châtelaillon et sur les îles de Ré connaît une longue rivalité interne, notamment entre Èble de Mauléon et Geoffroy de Rochefort. L'abbé Guichard de Pontigny aurait par une visite validée le lieu du culte sacrée, en posant des conditions d'installation dans le respect de la solitude sereine, mais il semble avoir échoué à régler les épouvantables querelles d'héritage. L'installation exigeait la sécurité et l'accord des deux parties, devant concéder aux moines la maîtrise de la navigation traversière du Pertuis breton et des pêcheries locales. La paix revient toutefois par un partage progressivement accepté de la seigneurie, Èble de Mauléon reçoit la souveraineté sur l'île de Ré et la moitié de la capitale seigneuriale, Châtelaillon, c'est-à-dire la partie maritime principale de la seigneurie.
Fin 1166, Isaac, abbé de l'Étoile à Archigny, près de Châtellerault, ayant pris parti pour l'archevêque Thomas Becket, doit s'y réfugier pendant sept mois. L'abbaye des Châteliers était-elle déjà en construction ?
Les bâtiments fortifiés, regroupés en enclos dominé par l'église orientée et placée dans l'axe du Port Chauvet et des hauteurs de Puylizat, sont établis dans un arrangement qui a surpris les archéologues. La proximité au nord-nord-ouest de l'abbaye d'une place forte ou d'un ouvrage défensif érigé par les Mauléon est attesté, il rendait l'accord du respect d'une solitude sacrée caduque. Le monastère prend son essor et gouverne la majeure partie des terres de l'île, à la fois au nom des seigneurs établis mais aussi en nouveau seigneur, intraitable dans sa gestion et ses investissements. La forteresse, éminence sur l'anse de la Flotte et sur les Côtes d'Aunis, pomme de discorde est démolie. Le haut pignon occidental de l'église abbatiale a joué alors le rôle d'amer, peint en blanc à sa base avec un sommet visible en noir, ce qui a préservé cet partie de l'édifice après l'abandon des bâtiments conventuels.

### Un essor économique surprenant
La richesse des moines, outre leur rôle au service de la gestion des salins, aux profits de autres seigneurs non souverains de l'île, provient de leurs droits d'installation, par concessions seigneuriales et de leurs activités industrieuses ouvrant un effort collectif de capitalisation, permettant des acquisitions seigneuriales. Le chapitre a reçu des pêcheries, ainsi qu'une exclusivité du passage entre l'île depuis le port Chauvet et le continent. Il ne faut point oublier les activités métallurgiques associé aux arts du feu, bien plus exercé par les frères convers cisterciens, regroupement de paysans serfs et d'artisans. Le savoir-faire de fondeur de cloches, nullement perdu au XIVe siècle, permet de remplacer les cloches et de transgresser les consignes de l'ordre en se dotant d'une grosse cloche ostentatoire.
Quelques rares moines responsables, occupant des fonctions de direction capitulaire et d'intendances, par exemple au cellier, ou de répartition du labeur ou en un sens anachronique d'ingénierie, supervisent ou dirigent récoltes, constructions et installations techniques, à commencer par les divers fours et forges. La majorité des moines prêtres est absorbée par les rites monastiques, les heures, la lecture sainte, les travaux d'écriture ou de copie au scriptorium et la prière, dans les chapelles de dévotion des bras du transept. Au XIIIe siècle, le fief de Plomb, port le plus proche du continent, appartient aux moines cisterciens. Abbaye et couvent ont acquis ou reçu par donation divers fiefs ou alleux, confortant leur domination économique de l'île. L'abbaye possède un moulin à vent à La Flotte. Des lieux-dits, comme l'atteste le quartier de l'abbaye à Sainte-Marie, attestent la présence cistercienne sur toute l'île, à commencer pour y diffuser le culte de la Vierge Marie qu'il ne cessait de répandre sur un plan de service religieux. Un ancien four banal situé aujourd'hui rue de Cîteaux, des granges dîmières çà et là, des écluses des moines ou ancien sas à poissons, des anciens entrepôts pour profiter de leur liberté de commercer par le détroit prouvent leur rapide ascension économique.
La majeure partie des soubassements ou des constructions observables aujourd'hui sur pied date du XIVe siècle, puisque la première abbaye est détruite en 1294 par la flotte anglaise conduite par le duc de Bretagne, qui pille et saccage les côtes de la Saintonge et de l'Aunis. Elle est reconstruite durant ce siècle.

### Stagnation économique et chute définitive
Au cours du XIVe siècle, l'essor économique s'affaisse, par la raréfaction de l'exceptionnelle main-d'œuvre corvéable, le plus souvent à merci, des frères convers qui comptaient parmi eux des hommes de métier. Pour ne pas laisser en friche ou continuer l'activité, le moine seigneur, lui même extrait exclusivement de la noblesse, passe baux et contrats de location, avec le vil peuple, et fait ériger des granges tardives pour percevoir les divers cens et fermages sur l'île. Les fours, pour ne pas être à l'abandon, deviennent banaux ou sont alloués à des fourniers.
L'abbaye symbole de richesse est de nouveau attaquée et prise à deux reprises pendant la guerre de Cent Ans : en 1388 par les troupes anglaises de Lord Arundel qui pillent et rançonnent l'ensemble de l'île plus qu'ils ne détruisent, puis de nouveau en 1462 par les marins anglais refoulés du siège de La Rochelle qui passent leur frustration en détruisant de fond en comble l'abbaye. Cette fois-ci les dégâts sont plus sérieux et entraînent une réfection générale, notamment de l'église abbatiale Notre-Dame qui dispose d'un chœur lumineux avec une immense verrière ouvrant vers l'est et de beaux chapiteaux ornés et décorés, qui ne respectent plus les normes cisterciennes austères. Le dortoir, le jardin et la ruelle des convers sont désormais modestes.
Les révoltes des populations locales de paysans saulniers et viticulteurs, de marins et d'artisans à la fin du XVe siècle, refusant la dîme et conspuant l'avidité des seigneurs religieux, annoncent le glas de l'hégémonie cistercienne. Les cisterciens accumulateurs de capital sont désormais de quelconques seigneurs oppresseurs, et l'abbé vit dans un ample et somptueux logis abbatial, décrit après restauration à la fin du XVIe siècle. Au milieu du  XVIe siècle, l'abbaye se nomme Notre-Dame-des-Châteliers ou simplement Les Châteliers. Elle a perdu la réputation d'exemplarité gardée de son premier siècle de présence sur l'île.
En 1574, pendant les guerres de Religion, les huguenots ravagent les bâtiments reconstruits a minima depuis un siècle, qui semblent avoir été abandonnés par les moines cisterciens en sous-effectif.

### Un lieu sacré, devenu tout à la fois amer, carrière de pierre et chapelle
En juillet 1623, une visite pastorale signale une abbaye sans portes ni vitraux, aux voûtes crevées et aux bâtiments conventuels sans toiture ou en ruines. Par contre, il existe, placée sous la juridiction des oratoriens, une petite chapelle construite sur le chœur surélevé et préservé de l'ancienne abbatiale, dédiée à saint Laurent. Cette chapelle gérée par les Oratoriens préservent aussi un pèlerinage ancien à la saint Laurent, c'est-à-dire le 10 août. Il est organisé par les fidèles de la paroisse de La Flotte.
En 1625, des pierres du monastère abandonné, devenu carrière, servent à la construction du fort la Prée à quelques centaines de mètres de l'abbaye, au-delà de la pointe des Barres. Les ruines s'installent, mais l'utilisation comme amer pour les bateaux de la haute façade de l'abbatiale, régulièrement peinte en noir et blanc, exige une surveillance de cette carrière et entraîne de régulières campagnes de restauration et de la chapelle et du fronton de l'édifice abbatial.
La chapelle Saint-Laurent reçoit en 1695 un retable en pierre de taille par le port de la Flotte. En revanche, la paroisse de La Flotte surhausse le clocher de l'église sainte Catherine, laissant abusivement les maçons ramener de belles pierres sorties de la carrière monacale. La chapelle conserve son statut de lieu de culte jusqu'en 1793, année où les ornements et la toiture sont vendus pour régler le déficit des biens nationaux.

## Description  actuelle
En 1876, des fouilles archéologiques attirent l'attention sur les restes de l'abbaye. Les équipes d'archéologues amateurs fouillent les zones de sépultures et extraient le tombeau d'un abbé en majesté du XIIIe siècle, tenant sa crosse et un chien couché à ses pieds. Ce corps est au musée d'Orbigny à La Rochelle.
L'abbaye a été restaurée en 1997 par le conseil général de la Charente-Maritime.

### L'abbatiale Notre-Dame

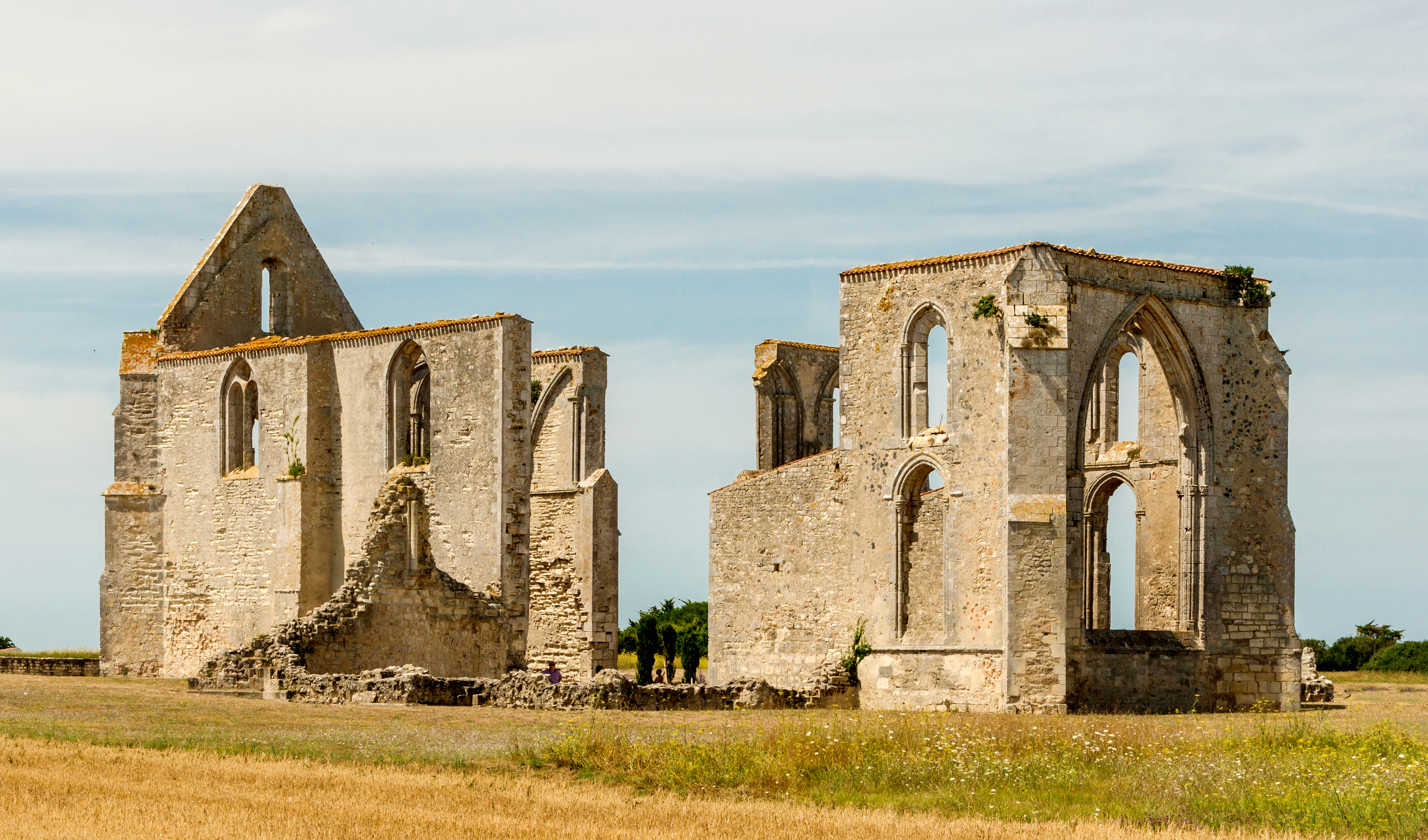
L'abbatiale Notre-Dame.

C'est la partie la mieux conservée des ruines. De style gothique, elle date vraisemblablement de la fin du XIIIe siècle ou du début du XIVe siècle, et relève peut-être de la campagne de reconstruction consécutive au saccage anglais de 1294.
L'église est à nef unique de deux travées, dont les voûtes sur croisée d'ogives se sont effondrées. Cependant les murs gouttereaux et la façade occidentale sont presque intacts.
La nef s'ouvre sur un transept dont les deux croisillons présentaient chacun de petites chapelles rectangulaires orientées. Il n'en reste que les fondations, relativement épierrées : c'est la partie de l'église qui est la moins bien conservée.
Dans le prolongement de la nef et du transept se dresse le chœur, d'une travée autrefois voûtée sur croisée d'ogives et dont il ne reste que les arrachements sur les murs, renforcés à leur extrémité par des maçonneries plus récentes. Le mur oriental est percé d'une immense baie privée de son remplage, depuis longtemps disparu. Cette partie date vraisemblablement du XVe siècle (reconstructions après la guerre de Cent Ans), et est donc postérieure au reste de l'édifice.

### Les bâtiments conventuels
Il ne reste pratiquement plus rien des anciens locaux conventuels, plusieurs fois détruits et finalement démantelés au XVIIe siècle pour construire le fort la Prée.
Le carré du cloître, au nord de l'église, est cependant visible, le mur-bahut le délimitant autrefois ayant été rétabli, de même que le dallage des galeries. Un petit jardin a été établi en son centre.
De la salle capitulaire, située contre le croisillon nord du transept et jouxtant la sacristie, ne subsistent, tout comme cette dernière, que des murs arasés et un sol épierré.
Au nord du cloître s'élevait le réfectoire : il n'en reste qu'un pan de mur présentant encore trois anciens chapiteaux et départs de voûte, dans le même style que celui de l'abbatiale. C'est d'ailleurs le seul vestige en élévation des bâtiments claustraux.
Le positionnement des autres bâtiments reste hypothétique du fait de l'état actuel des fouilles et des vestiges.
Les éléments mis au jour lors des fouilles archéologiques (éléments de sculptures, carrelages…) sont visibles à la Maison du Platin à La Flotte, à proximité immédiate du port, sur le front de mer.

## Galerie

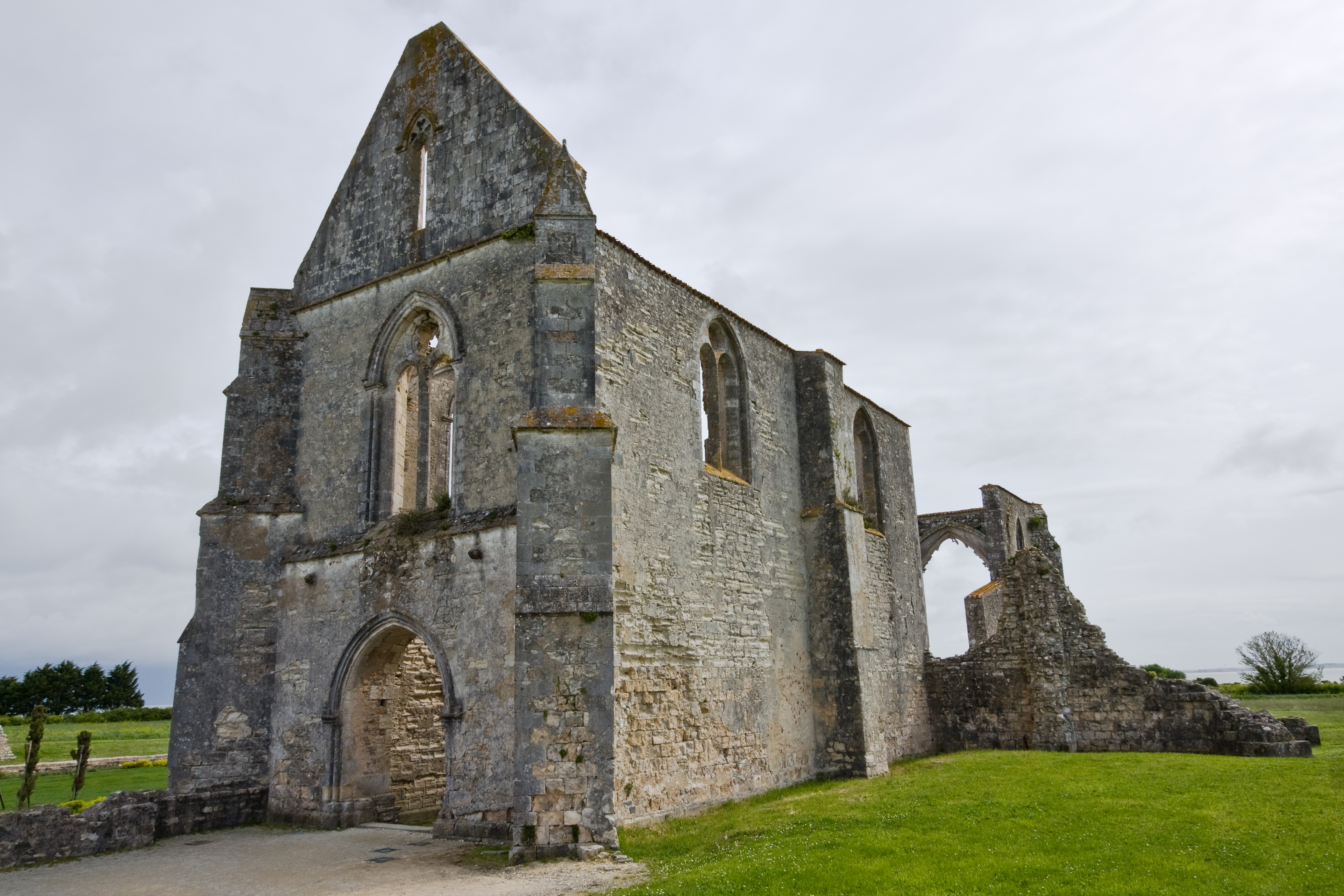
L'église abbatiale.
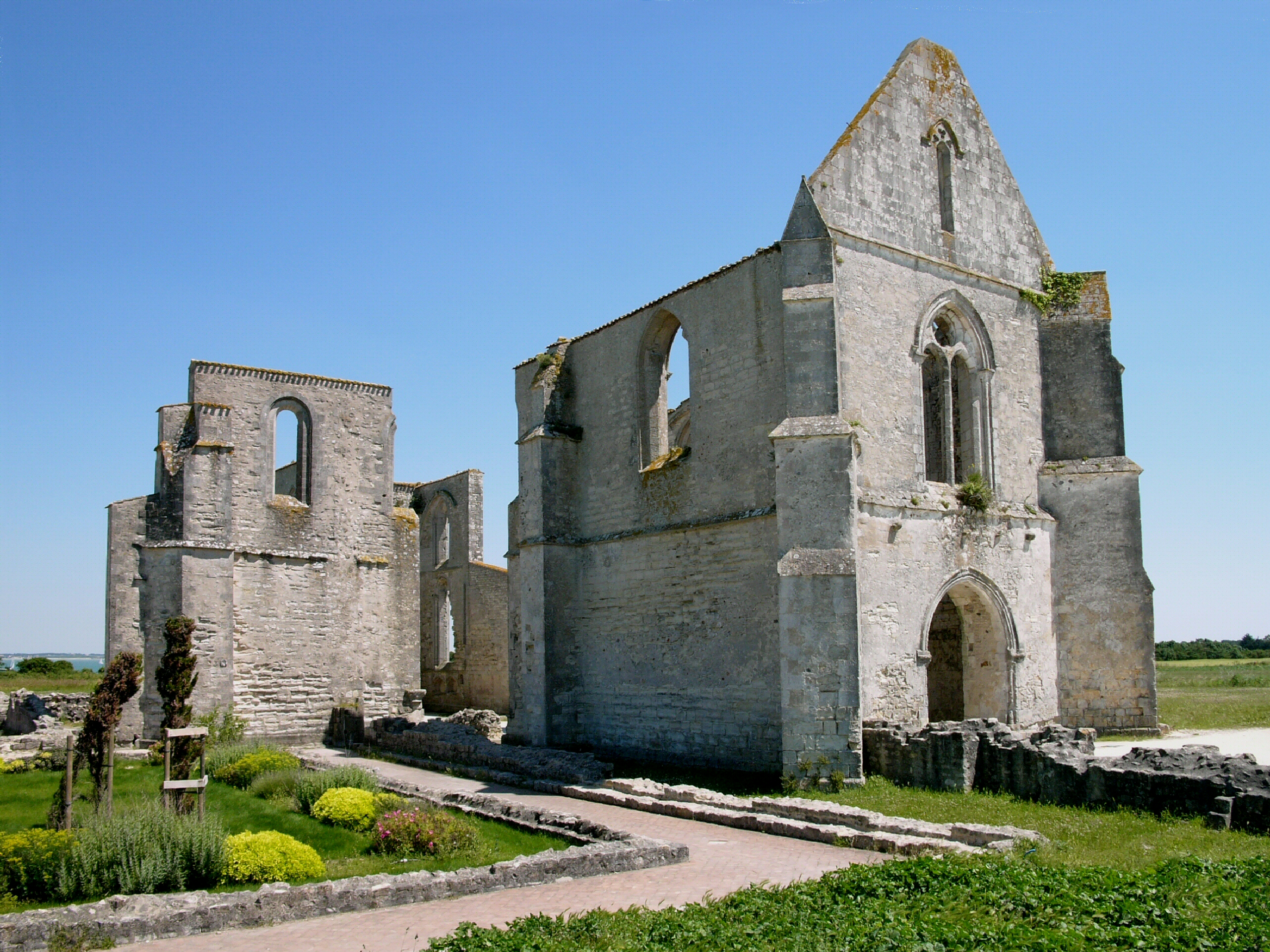
L'église abbatiale.
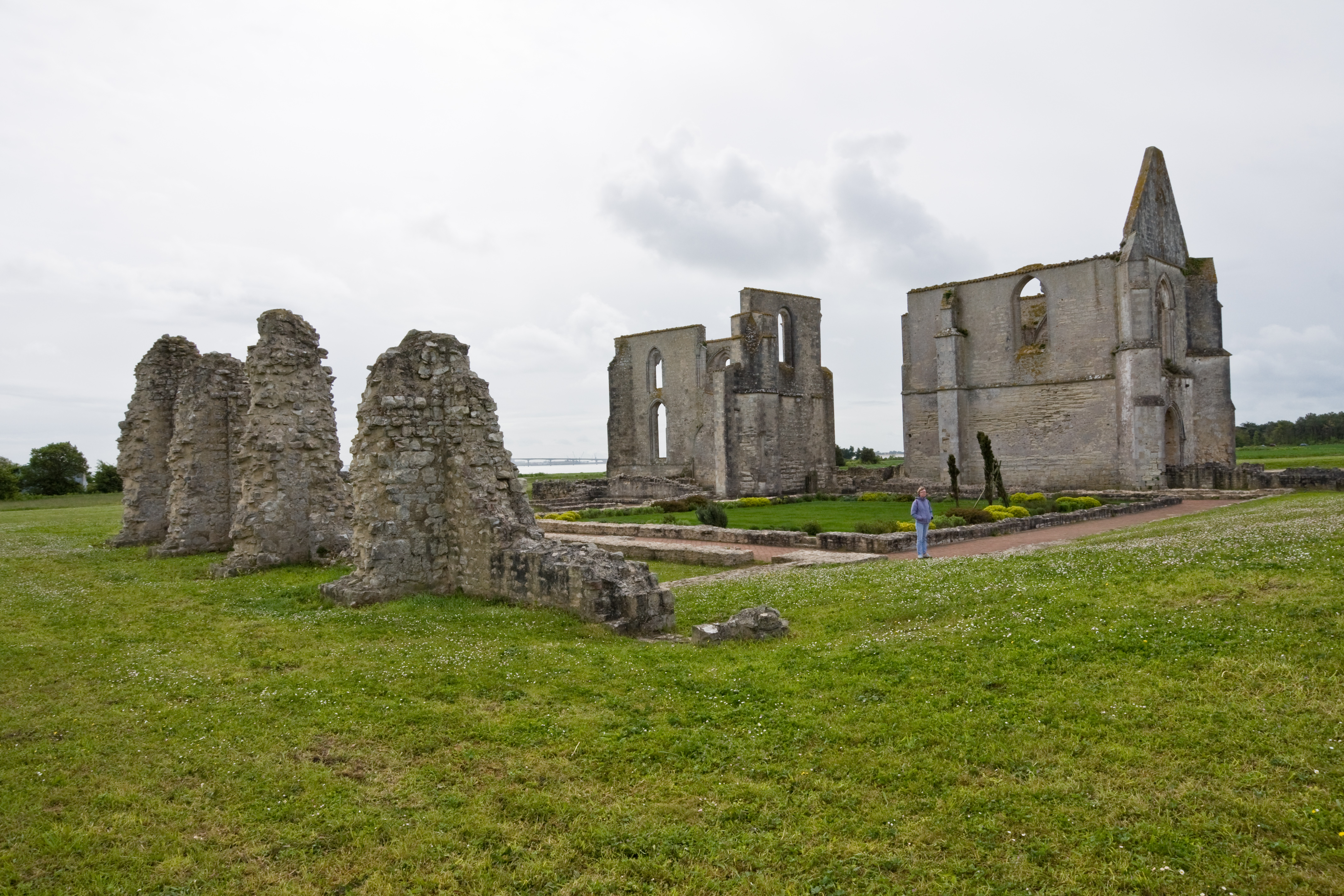
Vue du nord.
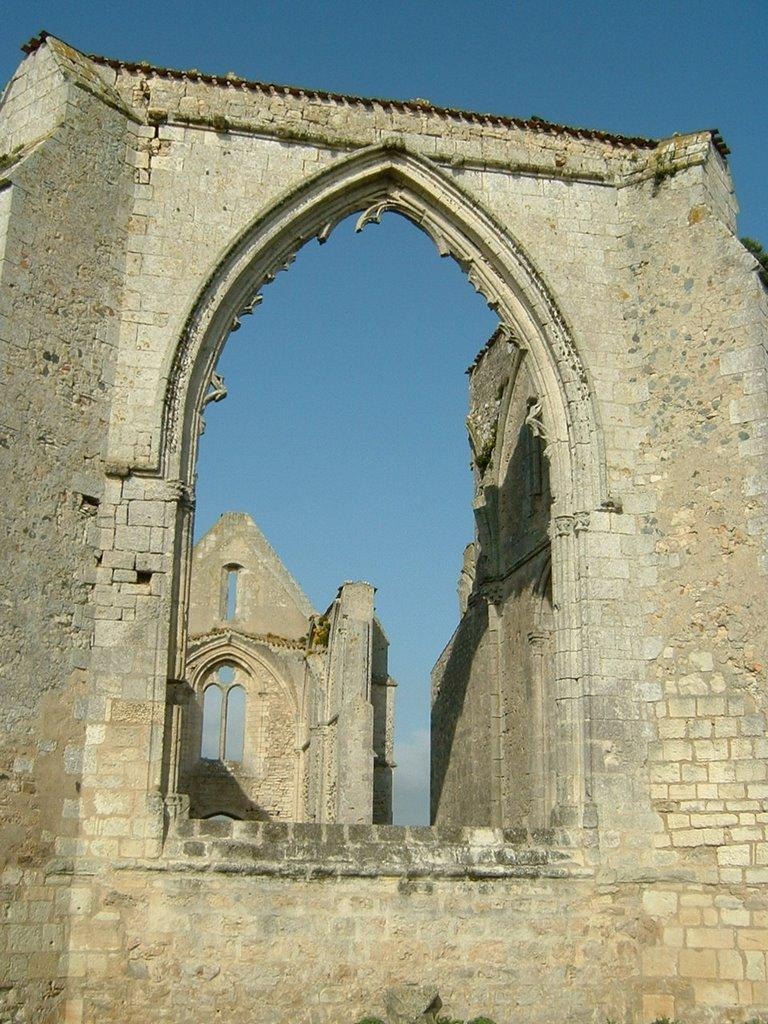
Baie du chœur.
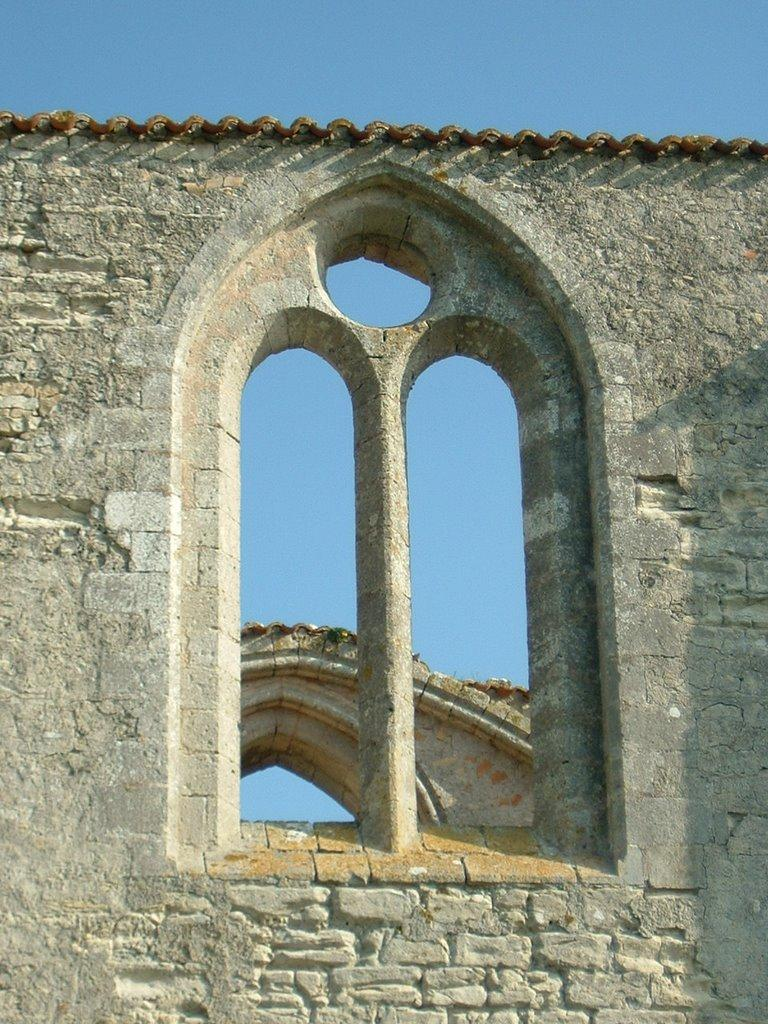
Fenêtre de la nef.
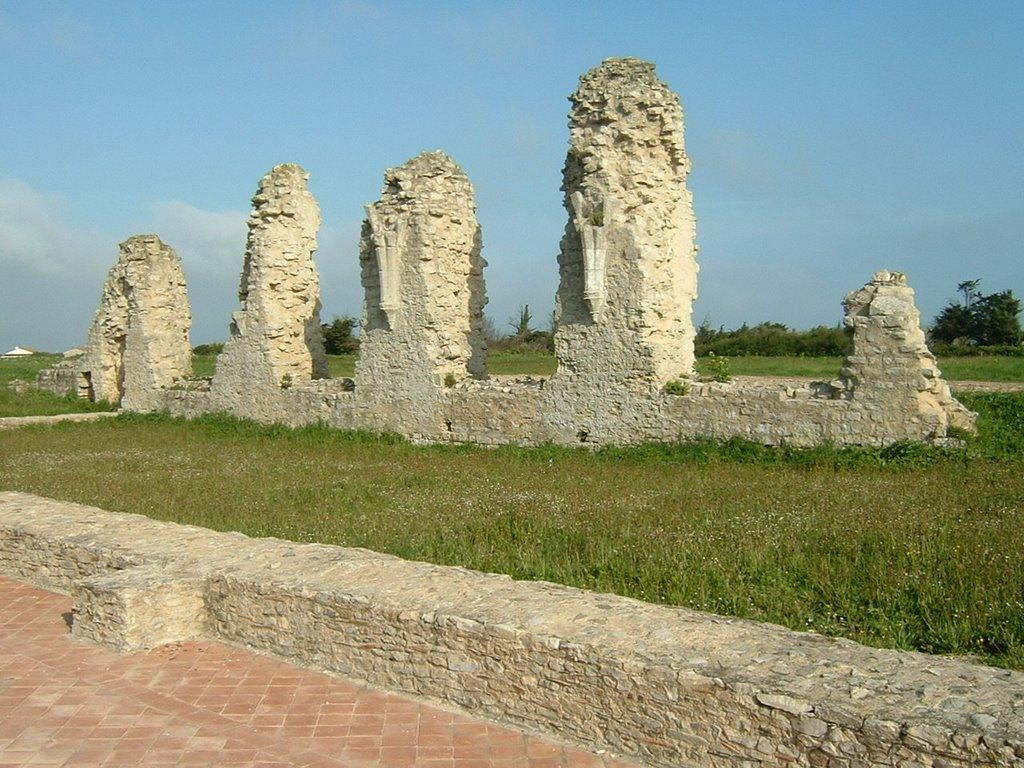
Vestiges du réfectoire.

## Filiation et dépendances
Sainte-Marie en île de Ré, alias Notre Dame des Châteliers ou Notre-Dame-de-Ré est sœur de l'abbaye de Trizay, autrefois Trisagium/Trizaïum sur la commune de Bournezeau, et de l'abbaye de l'Etoile, sur la commune d'Archigny, près de Chauvigny. Ces trois abbayes peuvent être considérées comme des filles de l'abbaye bourguignonne de Pontigny.

## Liste des abbés
Le premier abbé se nomme Isaac de Stella. Il a été formé dans les ordres à l'abbaye de l'Etoile ou Stella abbatia.